# Craig Lefferts
Craig Lindsay Lefferts (* 29. September 1957 in München) ist ein ehemaliger deutschamerikanischer Relief Pitcher der Major League Baseball. Seit dem Jahr 2016 ist Lefferts Minor League Rehab Pitching Coordinator in der Organisation der Oakland Athletics, für deren Franchise er zuvor 12 Jahre als Pitching Coach in den Minor Leagues tätig war.
Während seiner aktiven Zeit spielte Lefferts bei den Chicago Cubs, San Diego Padres, San Francisco Giants, Baltimore Orioles, Texas Rangers und den California Angels.
Lefferts spielte während seiner Jugendjahre bei der University of Arizona, mit denen er 1980 den College World Series Titel gewinnen konnte. Im MLB Draft 1980 wurde er in der neunten Runde von den Chicago Cubs gewählt, für die er am 7. April 1983 debütierte.
1984 konnte er mit den San Diego Padres die National League gewinnen. Gleiches gelang ihm im Trikot der San Francisco Giants im Jahr 1989.
Die Saison 1986 beendete Lefferts als der Spieler, der die meisten Spiele in der National League gepitcht hat. Insgesamt wurde er in dieser Saison 83 mal eingesetzt.